# Partit d'Internet
El Partit d'Internet (en castellà i oficialment, Partido de Internet; sigles: INTERNET) és un partit polític d'àmbit espanyol amb l'objectiu d'implantar la democràcia directa electrònica. Es fundà com a plataforma el 2008 i com a partit polític registrat des del 20 de gener de 2010.
El Partit d'Internet es defineix com a partit sense ideologia, o que la seva única ideologia és la democràcia participativa. No té programa electoral. En el cas de tenir algun representant electe, aquest votaria segons el que els ciutadans votessin via internet mitjançant el seu DNI electrònic.
El Partit d'Internet es presentà a les Eleccions generals espanyoles de 2011 per la circumscripció de Cadis i rebé 603 vots, un 0,09% de l'electors gaditans.